# Caladino
Caladino is een klein dorp (curazia) in de gemeente Chiesanuova in San Marino.